# Chiesa di Santa Maria della Rosa (Rodigo)
La chiesa di Santa Maria della Rosa è la parrocchiale di Rodigo, nella provincia di Mantova in Lombardia. Risale al XVI secolo.

## Storia
La primitiva chiesa dedicata a Santa Maria della Rosa venne costruita attorno al 1550 ma di questo tempio rimane solo la torre campanaria originale, che venne rimaneggiata ed innalzata in tempi recenti.
Nella seconda metà del XVIII secolo l'edificio sino ad allora esistente venne ricostruito ed ampliato. Ne venne modificato anche l'orientamento, che da allora fu verso nord, mentre rimase inalterata la dedicazione.
A cantiere aperto, nel 1766, venne attestato il completamento della volta della sala, e intanto i lavori proseguirono con le strutture presbiteriali ed absidali. Le parti più importanti della chiesa vennero ultimate entro il 1794, quando venne benedetta ed aperta al culto.
Per la costruzione di alcuni altari fu necessario poi attendere diversi anni.
Durante la seconda metà del secolo successivo venne restaurata la facciata, inoltre venne ultimata la tinteggiatura delle pareti interne.
Nel primo dopoguerra del XX secolo, con l'intervento del comune di Rodigo, la facciata venne nuovamente restaurata e furono ritinteggiati gli interni. In quel periodo si pose mano pure alla copertura del tetto.
A partire dagli anni sessanta, per porre rimedio anche a danni mai riparati prodotti durante il secondo conflitto mondiale, furono restaurati la facciata, le grandi finestre ed il tetto.

## Descrizione
La chiesa, edificata in stile barocco, ha la facciata divisa in due ordini e completata da un frontone curvilineo.
Il portale, che richiama con l'ornamento dell'architrave il frontone del prospetto, è sormontato dall'immagine della Madonna dipinta nel 1837.
L'interno è a navata unica con grandi cappelle laterali, ognuna dotata di altare.
Nell'abside tela settecentesca di scuola veneta. Di lato all'altar maggiore due tele:San Luigi Gonzaga riceve la prima Comunione da San Carlo Borromeo e San Luigi Gonzaga rinuncia al principato di Castiglione, opere del ferrarese Francesco Costanzo Catanio.